# Ханчжоу-Сяошань
Міжнародний аеропорт Ханчжоу Сяошань (IATA: HGH, ICAO: ZSHC) — головний аеропортом, що обслуговує Ханчжоу, велике місто в регіоні дельти річки Янцзи та столицю провінції Чжецзян, Китай. Аеропорт розташований на південному березі річки Цяньтан у районі Сяошань і становить 27 км (17 миля) на схід від центру Ханчжоу. Архітектурна фірма Aedas спроектувала міжнародний аеропорт Ханчжоу Сяошань.
Аеропорт обслуговує пункти призначення по всьому Китаю. Міжнародні напрямки здебільшого знаходяться у Східній та Південно-Східній Азії, а також у точках Африки, Європи та Південної Азії. Аеропорт також є центром авіакомпаній Air China, China Eastern Airlines, China Southern Airlines, Hainan Airlines і Xiamen Airlines.
У 2017 році аеропорт Ханчжоу обслужив 35 570 411 пасажирів, що посідає десяте місце за пасажиропотоком у Китаї. Крім того, аеропорт посідає шосте місце за кількістю вантажів з 589 461,6 тонами та дев’ятим за кількістю вантажів у країні – 271 066.

## Історія
Аеропорт планували побудувати в три черги. Перший етап будівництва розпочався в липні 1997 року і був завершений і відкритий для руху 30 грудня 2000 року. Він замінив старий аеропорт Ханчжоу Цзяньцяо, який був цивільним і військовим аеродромом подвійного призначення. У березні 2004 року аеропорт офіційно став міжнародним після того, як були побудовані та введені в експлуатацію служби імміграційної та митної служби. Також будується друга злітно-посадкова смуга довжиною 3600 метрів. З 2012 року також будуються розширення терміналів. 
Аеропорт був центром CNAC Zhejiang. Після злиття авіакомпанії з Air China остання успадкувала хаб Ханчжоу.
KLM запустив перший міжконтинентальний авіамаршрут із Ханчжоу до Амстердама 8 травня 2010 року.
Увечері 9 липня 2010 року аеропорт був закритий на годину через виявлення непізнаного літаючого об'єкта. Рейси були перенаправлені в найближчі аеропорти в Нінбо, Чжецзян і Усі, Цзянсу. Постраждали вісімнадцять рейсів. Хоча нормальна робота відновилася через чотири години, інцидент привернув увагу китайських ЗМІ та викликав бурю припущень щодо особи НЛО.

## Зручності

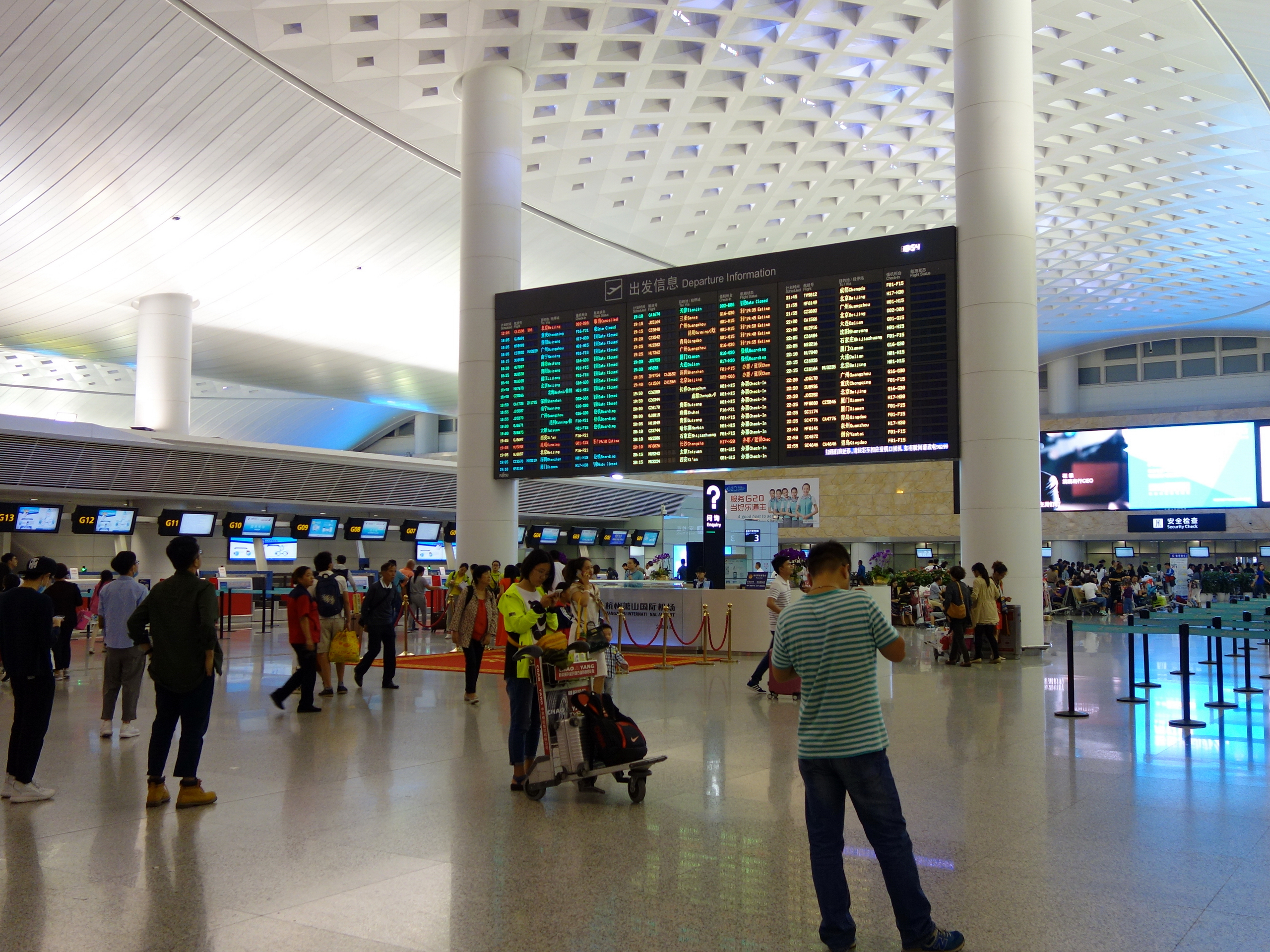
Термінал 3 аеропорту Ханчжоу Сяошань Зала вильоту в жовтні 2016 року

Перша черга аеропорту займає 7 260 акрів (29,4 км2) землі. Він має пропускну спроможність вісім мільйонів пасажирів і 110 000 тонн вантажу на рік і може обслуговувати такі великі літаки, як Boeing 747-400.  Він має одну злітно-посадкову смугу 3 600 метрів (11 800 фут) довжину та 45 метрів (148 фут) широкий. Пасажирський термінал може обслуговувати 3600 пасажирів на годину і має площу 100 000 квадратних метрів (включаючи підземний паркінг 22 000 квадратних метрів). Рівень відправлення має 36 квиткових кас, у тому числі 12 у міжнародній частині терміналу. У залі вильоту 2900 місць. Імміграційна та митна зона займає площу терміналу 9500 кв.
Перон займає 340 000 квадратних метрів землі, і тут є 12 реактивних доріжок і 18 воріт для вильоту.
Підприємства з технічного обслуговування сертифіковані для проведення B-Check на всіх типах літаків і C-Check на літаках Boeing 737 і Boeing 757.
Будівництво другого етапу проекту розширення аеропорту розпочалося 8 листопада 2007 року. Він включав міжнародний термінал, другий внутрішній термінал і нову злітно-посадкову смугу.  Міжнародний термінал був завершений 3 червня 2010 року. Термінал має 8 повітряних шлюзів, один з яких може прийняти Airbus A380. Усі міжнародні рейси, включаючи рейси до Гонконгу, Макао та Тайваню, відправляються з цього терміналу. Оригінальний термінал обслуговує виключно внутрішні рейси. Усі інші будівництва були завершені, а експлуатація розпочалася 30 грудня 2012 року.
Довжина нової злітно-посадкової смуги 3 400 метрів (11 200 фут) довжину та 60 метрів (200 фут) завширшки, яка здатна впоратися з Airbus A380. Новий внутрішній термінал (T3) має 90 стійки реєстрації та 21 стійку самостійної реєстрації. Він також додає 26 смуг безпеки та 31 ворота аеромосту. У всіх громадських місцях терміналу доступний безкоштовний Wi-Fi. З додаванням нового пасажирського терміналу загальна площа терміналу аеропорту тепер становить 370 000 квадратних метрів, що дозволить аеропорту обслуговувати 8520 пасажирів у годину пік і 32,5 мільйона пасажирів на рік.
Штаб-квартира Loong Airlines розташована в офісній будівлі Loong Air (长龙航空办公大楼;) на території аеропорту.

## Наземний транспорт

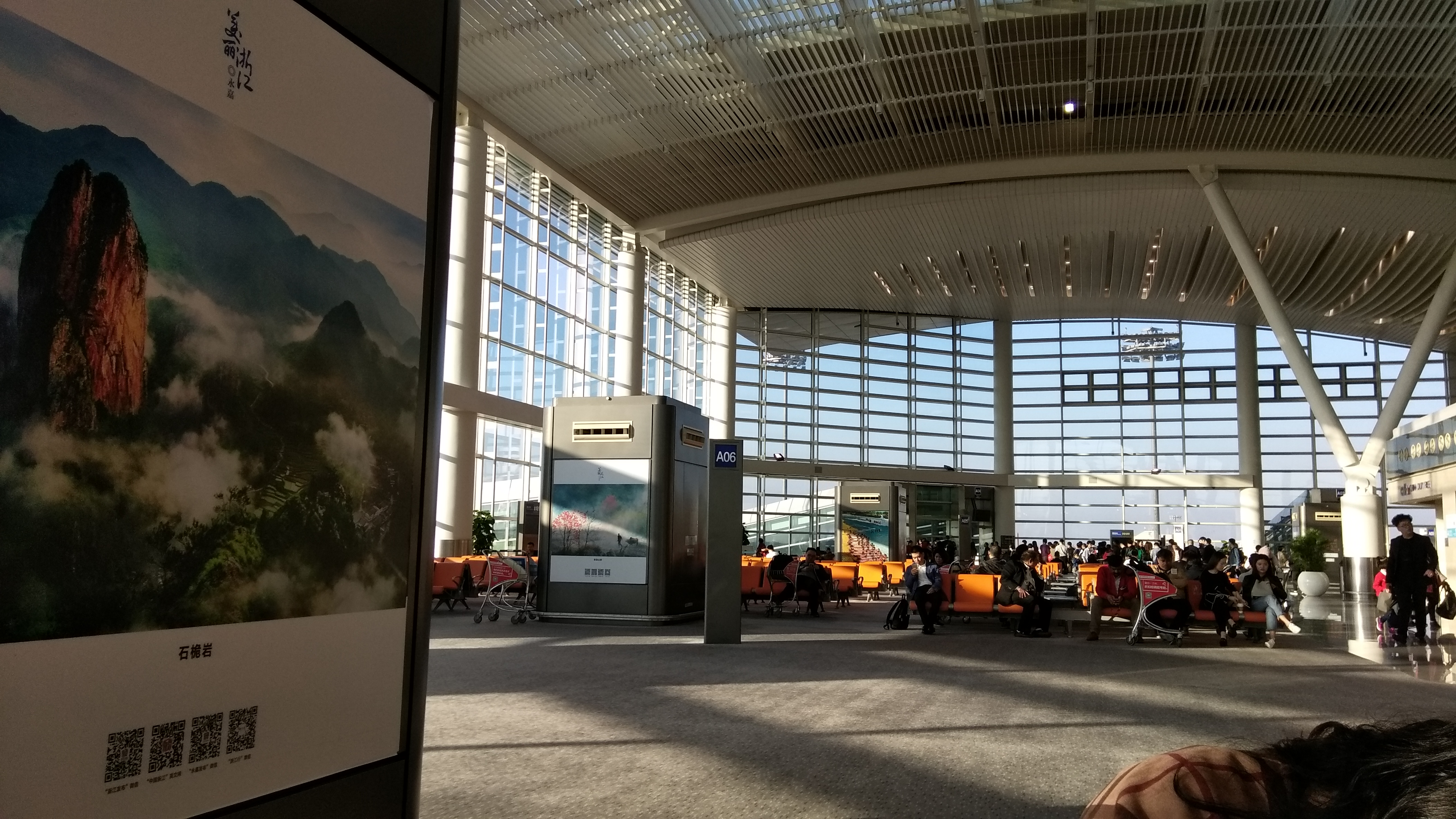
Зал очікування

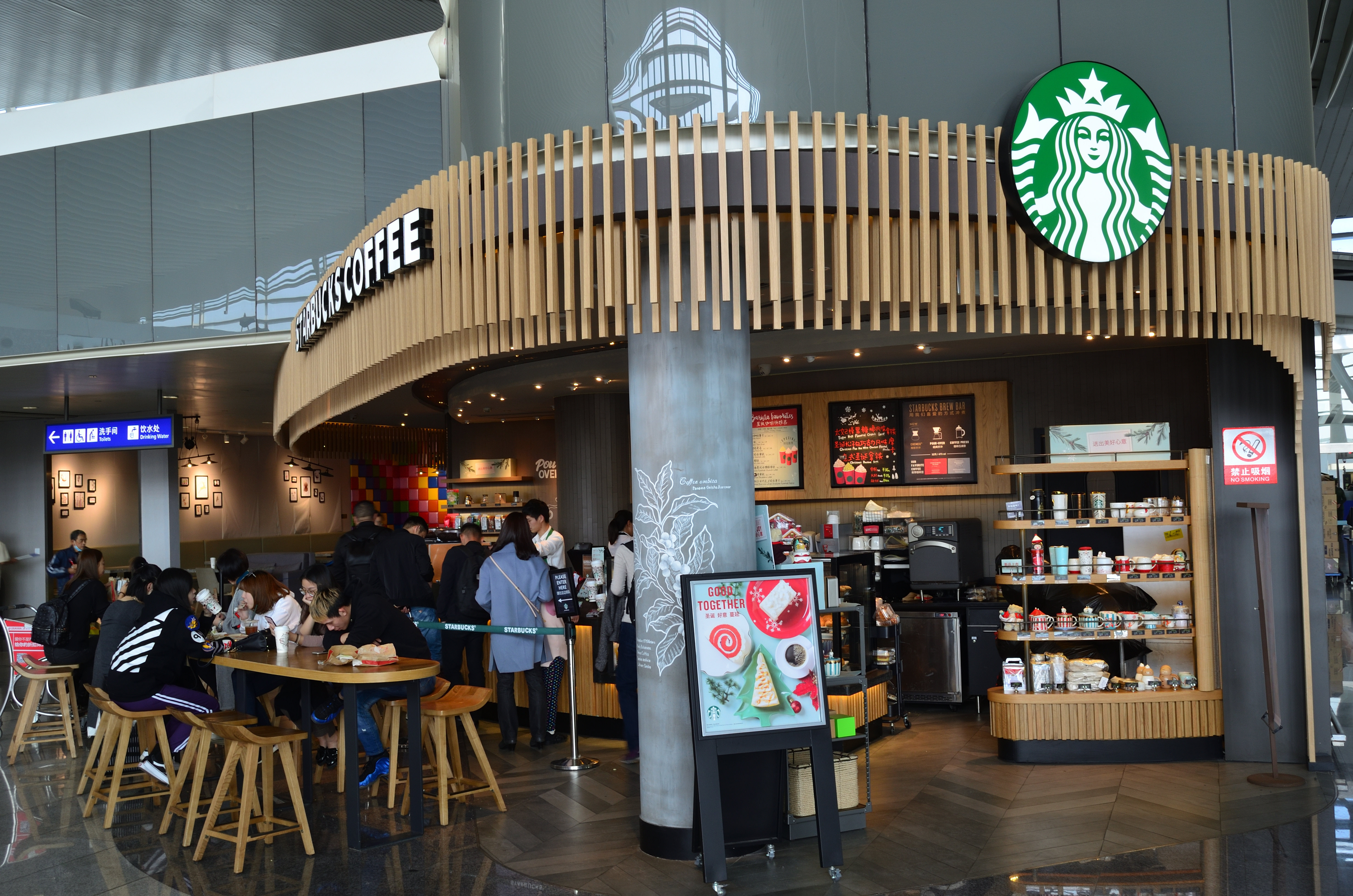
Starbucks в міжнародному аеропорту Ханчжоу

### Автобус до аеропорту
До аеропорту курсують автобуси, які сполучають аеропорт із пунктами Чжецзяна та містами Цзянсу.
Автобуси до/з центру Ханчжоу починаються/закінчуються в касі продажу квитків на Тіючанг-роуд із проміжними зупинками між ними.

### Залізниця
Лінія 1 і 7 метро Ханчжоу з'єднують аеропорт із центром міста.

### Шосе
До аеропорту можна дістатися по дорозі Airport Road, яка з’єднується з автострадою Airport Expressway і з’єднується з центром Ханчжоу мостом Xixing. Експрес-страда аеропорту також має виїзд на Північну Шисінь-роуд, яка сполучається з центром Сяошаня. Швидкісна дорога Шанхай-Ханчжоу-Нінбо має вихід в аеропорту.